# Urciers
Urciers település Franciaországban, Indre megyében. Lakosainak száma 239 fő (2022. január 1.). Urciers Châteaumeillant, Champillet, Feusines, Lignerolles és Néret községekkel határos.

## Népesség
A település népessége az elmúlt években az alábbi módon változott:
| Lakosok száma | 448  | 332  | 266  | 267  | 240  | 242  | 250  | 248  | 246  | 239  |
|               | 1968 | 1982 | 1990 | 2006 | 2013 | 2015 | 2017 | 2019 | 2020 | 2022 |